# Миллер, Анита
Анита Корл Миллер (в замужестве — Ханстмен) (англ. Anita Corl Miller (Huntsman), 14 мая 1951, Брин-Мар, Пенсильвания, США) — американская хоккеистка (хоккей на траве), полевой игрок. Бронзовый призёр летних Олимпийских игр 1984 года.

## Биография
Анита Миллер родилась 14 мая 1951 года в американском городе Брин-Мар.
В 1973 году окончила университет Огайо, играла за его команды по хоккею на траве и лакроссу.
В 1973—1984 годах выступала за сборную США, провела более 75 матчей.
В 1983 году участвовала в чемпионате мира в Куала-Лумпуре.
В 1984 году вошла в состав женской сборной США по хоккею на траве на летних Олимпийских играх в Лос-Анджелесе и завоевала бронзовую медаль. Играла в поле, провела 5 матчей, мячей не забивала.
По окончании игровой карьеры работала тренером хоккейной команды университета штата Калифорния.
Также выступала в конном спорте на национальном уровне, впоследствии была тренером по верховой езде.

## Увековечение
В 1980 году введена в Зал славы университата Огайо.